# Jim Ross
James W. Ross (n. 3 ianuarie 1952), cunoscut publicului ca J.R. sau Good Ol' J.R., este un comentator sportiv care activează în prezent în promoția World Wrestling Entertainment, comentând alături de Mick Foley galele de wrestling ale diviziei WWE Smackdown!, precum și alte evenimente pay-per-view WWE.
A fost numit "vocea World Wrestling Entertainment", fiind considerat de mulți unul dintre cei mai buni comentatori de wrestling din istorie. În 2011 a fost reangajat de Triple H (numit noul manager general al companiei după ce Vince McMahon a fost eliberat din funcție), iar acum în luna octombrie J.R. a fost concediat de noul Manager General al companiei: John Laurinatis. J.R. a avut și o dispută cu Michael Cole la începutul anului. J.R. ajutat de Jerry "the king" Lawler să câștige disputa cu Michael Cole împreună cu Managerul său Jack Swagger acestă feud sa sfârșit la Over the Limit.